# 낙동강은 흐르는가
《낙동강은 흐르는가》(Does the Nak-Dong River Flow?)는 한국에서 제작된 임권택 감독의 1976년 영화이다. 진유영 등이 주연으로 출연하였고 정진우 등이 제작에 참여하였다.

## 출연

### 주연
- 진유영
- 유영국
- 김지혜
- 장혁

### 조연
- 이해룡
- 이예민
- 김운하
- 곽준호
- 황백
- 김희라
- 박암
- 서영석

## 기타
- 원작자: 한성
- 조명: 박태수
- 미술: 이봉선
- 특수효과: 이문걸